# Franz Halla
Franz Halla (* 19. März 1884 in Wien; † 17. Mai 1971 in Dörfl, Niederösterreich) war ein österreichischer Chemiker. 

## Leben und Wirken
Halla studierte an der Technischen Hochschule in Wien und konnte dieses Studium 1907 erfolgreich mit dem Titel „Dipl.-Ing.“ abschließen. Anschließend wechselte er an die Technische Universität nach Berlin und wurde dort zwei Jahre später promoviert. 
Halla ging zurück nach Wien und bekam dort eine Anstellung als Technischer Assistent im Gewerbeförderungsamt. Seine Karriere führte ihn das Amt eines Abteilungsleiters bis hin zum Amt eines Baurates. 
Er nahm am Ersten Weltkrieg teil und kehrte 1918 wieder nach Wien zurück. Als Privatdozent arbeitete er nun die nächsten Jahre und konnte so 1924 seine Habilitation an der Technischen Universität vorlegen. Im Anschluss daran betraute man ihn mit der Leitung der Röntgenabteilung und gleichzeitig der des Instituts für physikalische Chemie (beide TU Wien). 1930 wurde Hall zum „a.o.Prof.“ ernannt.
Nach dem Anschluss 1938 verlor Halla seine sämtlichen Ämter (Österreich in der Zeit des Nationalsozialismus). 
1946 wurde Halla von der TU Wien als „o.Prof.“ wieder in all seine Ämter eingesetzt und blieb dort bis zu seiner Emeritierung 1949. Anschließend war er noch einige Jahre in beratender Funktion bei der Association des Études Texturales  in Brüssel tätig. Nach 1960 zog sich Halla ins Privatleben zurück und ließ sich in Dörfl nieder. Er starb acht Wochen nach seinem 87. Geburtstag am 17. Mai 1971 in Dörfl und fand dort auch seine letzte Ruhestätte. 